# Донской белопёрый пескарь
Донской белопёрый песка́рь (лат. Romanogobio tanaiticus) — вид семейства карповых.

## Описание
Наибольшая длина тела 11 см, масса до З0 г. Продолжительность жизни до 4-5 лет. Тело относительно низкое, слегка сжатое с боков. Спинной плавник расположен посередине тела. Расстояние от конца рыла до начала основания спинного плавника равно расстоянию от конца основания спинного плавника до начала хвостового плавника. Хвостовой стебель вытянут, немного сжат с боков. Чешуя на спине достаточно шероховатая, у взрослых особей с выпуклыми продольными эпителиальными килями. Боковая линия полная, содержит 38–45 чешуй. На брюшной стороне между грудными плавниками и межжаберным промежутком чешуи обычно нет. Глаза большие, диаметром больше ширины лба, обращены вверх. Рыло короткое и туповатое, нижняя губа тонкая, в углах рта расположены длинные усики. Спина тёмно-коричневого цвета, бока серебристые с тёмными пятнами. Спинной и хвостовой плавники без пятен.

## Ареал
Распространение вида: бассейн Дона.

## Биология
Биология почти не изучена. Пресноводная речная донная рыба, которая обитает в реках равнинного типа. Держится мелководных участков со слегка заиленным песчаным, глинистым, реже песчано-галечным дном. Обычно держится на глубинах до 1,0-1,5 м. Размножение с мая до начала июля. Нерест порционный. Плодовитость 1–3 тысячи икринок. Половая зрелость наступает на 2–3 году жизни. Питается бентосом и мелкими водорослями.

## Меры охраны
Внесён в Красный список МСОП как вид, находящийся под угрозой исчезновения.